# Redang
Redang è un'isola della Malaysia.

## Geografia
L'isola di Redang è un'isola lunga circa 7 km e larga 6 km situata a circa 50 km dalle coste sud-orientali della Penisola Malese.
Il clima è tropicale umido. Il terreno è principalmente formato da granito e rocce sedimentarie, non adatto in gran parte ad attività agricole. Il territorio è ricoperto da foreste di Dipterocarpi. Il punto più elevato è il Bukit Besar a 359 m. Lungo la costa sono presenti barriere coralline, alcune spiagge sabbiose, mangrovie e per il resto scogliere elevate.
L'isola, insieme ad altre 8 piccole isole appartenenti ad un piccolo arcipelago, fa parte di un Parco Marino